# Cabify
Cabify是西班牙的交通網路公司，以開發行動應用程式連結乘客和司機，提供載客車輛租賃及實時共乘。目前該公司在拉丁美洲，西班牙和葡萄牙提供企業和及個人的服務。
Cabify西班牙語和葡萄牙語區的大型交通網路公司，Cabify在墨西哥、智利、哥倫比亞、秘鲁、巴西、巴拿馬、厄瓜多、葡萄牙、西班牙、阿根廷、多明尼加和烏拉圭提供服務。 在2016年年初，Cabify報告超過一百萬次的安裝。

## 歷史
Cabify由Juan de Antonio於2011年建立，Juan de Antonio是一位西班牙的企業家，電信工程師，畢業於史丹佛大學。 

## 融资历史
- 2017年5月，D轮融资，Cabify获得 Rakuten Capital 领投，Endeavor Catalyst、AngelList和Seaya Ventures跟投的1亿美金资金。[4]。

- 2018年1月，E轮融资，Cabify获得 Rakuten Capital 领投，Western Technology Investment、Endeavor Catalyst、TheVentureCity Fund、Liil Ventures等跟投的1.6亿美金投资。[4]

- 2019年2月，Cabify通过债务融资获得 Inter American Development Bank 领投，Blue like an Orange Sustainable Capital跟投的7000万美元资金。[4]

## 使用
Cabify目前提供安卓及IOS應用程式以及網頁叫車服務。用户可以以信用卡、PayPal或現金支付費用